# Microhyla marmorata
Microhyla marmorata és una espècie de granota que viu a Laos i el Vietnam.